# Zagówki
Zagłówki [pronunciación en polaco: /zaˈɡwufki/] es una aldea ubicada en el distrito administrativo de Gmina Zelów, dentro del condado de Bełchatów, voivodato de Łódź, en el centro de Polonia. Se encuentra a unos 6 kilómetros al noreste de Zelów, a 16 kilómetros al norte de Bełchatów, y a 34 kilómetros al sur de la capital regional Łódź.